# KUKL
KUKL (Alfabeto Fonético Internacional: [kuks]) fue una banda islandesa de rock gótico, experimental con mezcla de recursos ruidistas, música rítmica y géneros avant-garde derivados del punk. En nórdico antiguo, KUKL significa “Hechicero”.

## Historia
La banda se formó en agosto de 1983 cuando Ásmundur Jónsson de la discográfica Gramm (la más importante de Islandia) quería formar una banda con todos los artistas más vanguardistas del momento. Los integrantes eran Björk Guðmundsdóttir, que hasta ese momento se encontraba en otra banda llamada Tappi Tíkarrass; Einar Örn Benediktsson, cantante y trompetista de Purrkur Pillnikk; Siggtryggur Baldursson, baterista, y Guðlaugur Kristinn Óttarsson en guitarra, ambos integrantes de Þeyr; Birgir Mogensen, bajista de Með Noktum y finalmente el tecladista de Medúsa, Einar Arnaldur Melax. Por eso, KUKL es considerado como una fusión entre Purrkur Pillnikk, Þeyr y Tappi Tíkarrass.

## Primer lanzamiento: Söngull
KUKL apareció por primera vez en un concierto en el concierto We Demand a Future, en Reikiavik el 20 de septiembre de 1983, pero volvieron a reunirse en diciembre del mismo año para el lanzamiento de su primer sencillo: Söngull con la canción del lado B "Pökn (fyrir byrjendur)". en este lanzamiento “Söngull” es la versión de la canción “Dismembered” que fue lanzada más tarde en 1984. La diferencia de esta es que la primera tiene una introducción con guitarras en vez de campanas, letra en islandés y ritmo más acelerado.

## The Eye
Einar Örn, líder del grupo, había estudiado ciencias de la comunicación en Polytechnic of Central London, donde tuvo la oportunidad de entrar en contacto con varios grupos punk como Flux of Pink Indians y Crass (los impulsores del anarcopunk). El primer álbum de KUKL, The Eye, fue lanzado a través del sello de Crass: Crass Records.
El título The Eye hace alusión al libro favorito de Björk en ese momento: Story of the Eye (Histoire de l'oeil, «Historia del ojo»), escrito por Georges Bataille (1928), cuya trama involucra las perversiones sexuales de una pareja de jóvenes franceses en un contexto de violencia.
Este álbum, cuya portada estaba ilustrada por el artista Dada Nana, contenía la versión en inglés de “Söngull” titulada “Dismembered” y una canción llamada “Anna” de la cual se hizo un videoclip que fue dirigido por Óskar Jónasson.
 
La música de KUKL era muy diferente en Crass Records: se trataba de una mezcla compleja de rock gótico, punk, jazz y música rítmica con el estilo de Killing Joke y referencias vanguardistas del after-punk de The Fall, con una orientación de composición a Ígor Stravinski o Aleksandr Skriabin. El estilo de guitarras de Gulli Óttarsson, con notas elaboradas, construyen junto, a la línea de bajo de Birgir Mogensen, una base sólida, vibrante y muchas veces discordante que con la adición de Björk, Einar Örn y el tecladista Melax dan lugar a canciones con un aire bastante oscuro, con letras amenazantes y cifradas.
En la grabación de The Eye, la banda usó diferentes tipos de tambores, trompetas e incluso campanas. Muchos críticos los catalogan con referencias a Siouxsie and the Banshees, Killing Joke, Einstürzende Neubauten y la primera etapa de The Cure.
KUKL nunca alcanzó fama mundial, a pesar de que eso era lo que se creía si ellos cambiaban de sello. Los miembros de la banda debían trabajar en empleos ordinarios cuando no tocaban música, así por ejemplo, la cantante Björk trabajaba en una procesadora de pescado y también tuvo apariciones como vocalista de fondo para la banda Megas, “abuelo del rock” islandés. Gulli Óttarsson, actualmente un experto en matemáticas e inventor, se encontraba realizando trabajos de investigación científica.
En 1985 KUKL hizo una gira por Europa. Visitaron los Países Bajos durante el Pandora's Box Festival y estuvieron en Dinamarca durante el Festival de Roskilde, junto a otras bandas que también estaban de gira con la espera de lograr el éxito fuera de su propia tierra.
'“A través de la fealdad de la humanidad, tratamos de brillar. En contra de la estupidez de la humanidad, tratamos de luchar. Como recompensa recibimos la locura de otros. Nuestro alimento, las atrocidades del mundo. Nuestro alimento, la alegría del mundo.”'

(Manifiesto de la pág. 6 del folleto del álbum The Eye).

## KUKL á Paris 14.9.84 y Holidays in Europe (The Naughty Nought)
Para el mismo año también visitaron Francia y editaron KUKL á Paris 14.9.84 bajo el sello francés V.I.S.A. (lanzamiento limitado solamente a Francia. En 1986, con la producción de Penny Lapsang Rimbaud, la banda sacó su álbum, Holidays in Europe (The Naughty Nought) pasando a ser la única banda en lanzar más de un disco con Crass Records (a excepción de los Crass mismos). El comunicado de prensa emitido por Crass Records exponía uno de los manifiestos de KUKL:
”The Naughty Nought” [El Cero Travieso] representa a la insignificancia del individuo siendo nada más que un número adormecido en un juego de computadoras de pares binarios pérdida/ganancia bueno/malo negro/blanco. Eres tomado de la quintaesencia a los cuatro elementos, de la Santa Trinidad al dualismo y entonces del mutismo al cero travieso. En este proceso la música rompe las escalas por medio de trompetas retumbantes y el derrame de botellas de ira junto a una sutil poesía musical. El cero travieso es la fuente de toda la energía creativa y es manifestada a través de movimientos ciclónicos arremolinados desde los restos de la materia misma hasta las galaxias en espiral. Al contemplar los aspectos cinéticos de esta destrucción ganas la antigua potencia como maestro y creador sin mutilar a tus seres compañeros.”
(Manifiesto en el comunicado de prensa emitido por Crass Records con objeto de informar la salida del álbum Holidays in Erupe (The Naughty Nought), 24 de enero de 1986).
El estilo de Holidays in Europe (The Naughty Nought), ha sido considerado como post-punk o un tipo de indie rock alternativo. Se realizaron dos videoclips: uno para la canción de inicio “The Outward Fight” y otro para la segunda canción, “France (A Mutual Thrill)”.
El fin de la banda se estaba acercando a medida que exploraron todas las alternativas musicales. KUKL tuvo repercusión en Islandia cuando en 1986 Ríkisútvarpíð (Televisión Nacional de Islandia) hizo un especial sobre la banda donde Björk apareció cantando embarazada con su estómago al aire y las cejas afeitadas. Por este motivo, muchos televidentes llamaron al canal quejándose de la cantante.

## La separación de KUKL
La banda se separó el mismo año en que Björk se casó con Þór Eldon (guitarrista de Medúsa) y ambos tuvieron un hijo, Sindri Eldon Jónsson, el 8 de julio de 1986, fecha que se oficialmente se conoce como el nacimiento de la próxima banda de Björk: The Sugarcubes, en la que también siguieron Einar Örn, Einar Melax y Siggi Baldursson. Gulli Óttarsson y Birgir Mogensen fueron los únicos que decidieron no continuar. Al mismo tiempo que existía KUKL, Gulli Óttarsson estaba trabajando con Björk, en un proyecto a dúo con la compañía de los músicos del grupo sin la participación de Einar Örn, con el nombre de The Elgar Sisters y permanecieron por un tiempo más después de la separación de KUKL.

## Ideología de KUKL
La idea motora de KUKL era provocar un cambio en la sociedad a través de la música utilizándola como medio de transmisión. Para ello, el grupo no se vendía al comercialismo y solamente aparecía en ocasiones especiales para mantener su cualidad de inspiración. Sus integrantes mantenían la postura de que el poder está en nosotros y en lo que hacemos. Al escuchar al grupo, la gente se convertiría en parte de la transmisión de ese poder particular, incluso sin proponérselo.

Sin querer dar una definición exacta de su filosofía para evitar estancamientos, los integrantes de KUKL consideraban que en la vida hay mucho más de lo que es predeterminado. Querían iluminar la mentes de otras personas evitando restricciones y decían que la música actual servía de herramienta para que la gente se adormeciera mientras que los que estaban en un nivel superior observaban cómo íbamos camino a la perdición.
Señalaban que no había que conformarse con nuestro propio estilo de vida, nuestro arte o actitudes. Al tener en cuenta esta regla en la música, KUKL introdujo una incongruencia en la psiquis de su audiencia y como no lo utilizaban para beneficio propio, los individuos tendrían espacio para llenarlos para sí mismos. Una actitud no conformista traerá una nueva camada de otros. La opción es ser uno mismo.

## Conciertos
1983:
- 20 de septiembre - We Demand a Future, junto a Crass.

1984:
- The MH Sattelite Gig, junto a Psychic TV.
- The Continental Europe Tour.
- 21 de diciembre - Krists-Mas-Konsert, en Austurbæjarbíó.

1985:
- Pandora's Box, en Róterdam.
- Roskilde Festival.

1986:
- The Berlin Connection.
- 14 de septiembre - KUKL Consert in Paris.

## Críticas de publicaciones de música
“Una nueva interpretación de música rock, distinto a todo lo que haya escuchado antes.”

(DV, 17 de septiembre de 1983).

“Por primera vez me encuentro sin palabras. Este concierto no puede ser descrito. Aquellos que lo vivieron lo tendrán por el resto de sus vidas.”

(DV, 26 de noviembre de 1983).

“SHOCK: una banda islandesa cuyo nombre nadie conoce, excepto que tiene que ser gritado, metido en la vida y que hizo tal vez el sonido más agradable de toda la noche. Aparentemente con dos vocalistas líderes (imposibles de ver debido a músicos tambaleándose rítmicamente), este grupo curioso generó una intensidad nacida de un caos en caída donde todo se ponía maravillosamente histérico, pero mientras tanto, las fundaciones permanecieron bajo control, fácilmente para disfrutar.”

(Sounds, enero de 1984).

“Habíamos esperado alguna combinación de Þeyr y Purrkur Pillnikk, pero se nos sirvió con una sorpresa en todos los aspectos. La música mantiene la cualidad maníaca de P.P. y la sofisticación de Þeyr, pero se mueve mucho más allá. Al principio pensé que no podría digerir el frenesí rítmico y la combinación tonal alocada pero mi estómago y eventualmente todo mi cuerpo empezaron a seguir el ritmo. ¿Y quién soy yo para no estar de acuerdo?”

(S&T, 18 de abril de 1984).

“Su creación musical literalmente explota en las caras o máscaras de la audiencia, se impulsa en su conciencia e incluso si por casualidad no estás interesado, no hay forma de evitar o negar de tenerla en consideración...”

(DV, 28 de abril de 1984).

### Críticas de conciertos
Extraídos de una colección de artículos periodísticos distribuidos en conexión con su concierto en Austurbæjarbíó, Reykjavík, el 21 de diciembre de 1984.
“FLUX OF PINK INDIANS/D & V/KUKL/CHUMBAWUMBA. Conway Hall. Las leyendas están hechas de cosas así - REALMENTE. Un concierto que puso el último clavo al ataúd de la basura del post punk plástico, con la participación de cuatro de los cinco mejores bandas de anarco-punk del mundo (¡lo sentimos por la discográfica!). Es una lástima que Crass no estuviera allí para completar la potencia... KUKL son un grupo islandés, que inmediatamente se ubican en una familia bastante selecta: incluso si hubiera otros grupos islandeses para hacer comparaciones (el bien conocido pasado del periodista), sería imposible. A cambios benévolos y humorísticos, poseen una líder peculiarmente carismática; si no llegas a verlos antes de terminar su gira europea, compra su LP indispensable The Eye en Crass Records y lamenta lo que te has perdido. ¡Fascinante!”.

(Sounds, 3 de septiembre de 1984).
“Las cosas se iluminaron con lo mejor de Islandia (aunque sin oposición) KUKL entregando un pequeño conjunto punkie embriagado de sonidos Bow Wow Wow, los sonidos provenientes del chico más honesto en la historia y la chica con el corte de pelo raro desde Skafish. La guitarra estuvo profunda y la batería fue flexible, y podría haberlos escuchado por al menos otros 12 años si el deber no hubiera llamado.”

(New Musical Express, 6 de octubre de 1984).
“PANDORA’S BOX FESTIVAL Rotterdam. Con una bondad en gracia, grandes bolas de fuego - ¡es KUKL! El chico y la chica embistiendo, gritando y llorando, mientras que los cuatro restantes se preparan para hacer un infierno de un alboroto, cayendo en ocasionales ataques de melodía. No estoy seguro que fuera su intención, pero los encontré muy entretenidos, y deberían ser vistos tan sólo para ser testigos de la extraordinaria presentación de la pequeña chica maniática”.

(Sounds, 13 de octubre de 1984).

## Presentaciones en televisión
- 1985 - KUKL & TA., en Ríkisútvarpíð (Televisión Nacional de Islandia).
- 1986 - KUKL Special, en Ríkisútvarpíð (Televisión Nacional de Islandia).

## Muestras de MP3 para el álbum The Eye
- “Dismembered” (enlace roto disponible en Internet Archive; véase el historial, la primera versión y la última).
- “Seagull” (enlace roto disponible en Internet Archive; véase el historial, la primera versión y la última).

## Muestras MP3 para el álbum Holidays in Europe (The Naughty Nought)
- “Psalm 323” (enlace roto disponible en Internet Archive; véase el historial, la primera versión y la última).
- “A Mutual Thrill” (enlace roto disponible en Internet Archive; véase el historial, la primera versión y la última).

## Discografía
Single:

- 1983 - Söngull (Gramm Records)

Álbumes:

- 1984 - The Eye (Crass Records)
- 1984 - KUKL á Paris 18.9.84 (V.I.S.A.)
- 1986 - Holidays in Europe (The Naughty Nought) (Crass Records)

Apariciones y colaboraciones:

- 1987 - Geyser - Anthology of the Icelandic Independent Music Scene of the Eighties (Enigma Records), compilado.